# Nowa Dołyna
Nowa Dolyna (ukr. Нова Долина, ros. Новая Долина) – wieś na Ukrainie, w obwodzie odeskim, w rejonie odeskim.